# Электрические часы
Электрические часы — часы, использующие электричество в качестве источника энергии.

## История
Первый прототип электрических часов был продемонстрирован в 1814 году сэром Францисом Роналдсом. В качестве источника энергии был использован Вольтов столб. Они оказались очень неточными из-за излишней чувствительности к температуре. В 1815 году Джузеппе Замбони изобрёл свой вариант часов. Александр Бэйн был первым, кто запатентовал (в 1840 году) часы с электромагнитным маятником. В октябре 1840 года Александр Бэйн подал заявку на патент на электрические часы, а в 1841 году он получил патент № 8783 вместе с лондонским часовщиком Джоном Барвайзом (John Barwise). В этих часах ход маятника контролировался при помощи электрического тока, а питание осуществлялось от пластин-электродов, закопанных в увлажнённой почве неподалёку от часов. В 1841 году Бэйн и Барвайз установили несколько десятков часов для выставки в Королевском Политехническом Институте (Royal Polytechnic Institution). В этой гонке Бэйн шёл рядом с Чарльзом Уитстоном, который тоже демонстрировал часы подобной конструкции в 1840 году, но после патента Бэйна Чарльз не имел прав на это устройство.